# Aufzeichnungen aus einem Totenhaus
Aufzeichnungen aus einem Totenhaus bzw. Aufzeichnungen aus einem toten Hause (russisch Записки из Мёртвого дома, deutsche Transkription Sapiski is Mjortwowo doma) ist eine Prosaarbeit von Fjodor Michailowitsch Dostojewski, an der er seit 1855 gearbeitet hatte und die er vom Herbst 1861 bis Ende 1862 in seiner Zeitschrift Wremja veröffentlichte. Das Werk ist kein Roman, weil ein Roman begrifflich eine Handlung verlangt.

## Inhalt
Dostojewski schildert darin präzise und authentisch in Szenen und Beschreibungen das Leben in einem sibirischen Gefängnislager anhand eigener Erfahrungen während der Zeit seiner Verbannung (Katorga) von 1849 bis 1853.
Die Aufzeichnungen werden vom fiktiven Insassen Alexánder Petrówitsch Gorjántschikow verfasst, der wegen des Mordes an seiner Frau deportiert und zu zehn Jahren Zwangsarbeit verurteilt wurde. Aufgrund seiner adligen Herkunft wird er anfangs nicht nur vom Gefängnispersonal, sondern auch durch seine Mitgefangenen aus niedrigeren Schichten schikaniert, lebt sich während seiner Haft aber mehr und mehr in die Gemeinschaft ein.
Dostojewski porträtiert in dem Buch etwa 90 der 150 Gefangenen und Aufseher des Lagers. Von den teils grausamen Offizieren bis zu den in der Gefängnishierarchie tief unten stehenden Polen, über die Schmuggler bis selbst zu den Hunden bildet er alle Typen des Lagers ab und konfrontiert ihre Charaktere in der isolierten Lagersituation fast wie in einem Versuchsaufbau. Seine Kritik gilt sinnlosen und entwürdigenden Maßnahmen wie der Fesselung Schwerkranker und verweigerter Hygiene, aber auch der Stigmatisierung der Sträflinge und ihrer unterschiedslosen Behandlung, die weichere und geistig bedürftigere Gefangene ungleich schwerer trifft.
„Geld ist geprägte Freiheit“, schreibt Dostojewski und es ist in der Parallelwelt der Häftlinge besonders kostbar. Obwohl bei Prügelstrafe verboten, besteht ein lebhafter Handel mit Branntwein, Tee, Tabak und allen möglichen Waren und Dienstleistungen. Aber die Kopeken und Silberrubel haben wegen der ständigen Gefahr des Diebstahls oder der Konfiskation nicht den üblichen Wertaufbewahrungscharakter des Geldes, sondern müssen rasch ausgegeben werden, wie man das bei extremer Inflation kennt.

## Übersetzungen ins Deutsche
- Aus einem todten Hause. Dresden 1866.
- Aus dem todten Hause, Denkwürdigkeiten eines nach Sibirien Verbannten, Dresden und Leipzig, Verlag von Heinr. Minden, 2. Aufl. 1886
- Aus einem Totenhaus. Übersetzt von E. K. Rahsin (Pseudonym von Elisabeth „Less“ Kaerrick), München 1908 (Band 18 von 22 der Sämtliche Werke, unter Mitarbeit von D. Mereschkowski, hrsg. von Arthur Moeller van den Bruck). München 1906–1919
- Memoiren aus einem Totenhaus. Übersetzt von H. Moser, Leipzig o. J.
- Das tote Haus. Übersetzt von A. Scholz, Berlin 1921
- Erinnerungen aus einem toten Hause. Übersetzt von F. Scharfenberg, München 1922
- Aufzeichnungen aus einem Totenhaus. Übersetzt von Alexander Eliasberg. o. O. 1923
- Aufzeichnungen aus einem Totenhaus. Übersetzt von Gregor Jarcho mit einem Essay „Zum Verständnis des Werkes“ von Helmut Gollwitzer, Rowohlt 1963
- Aufzeichnungen aus einem toten Hause. Übersetzt von Ruth Elisabeth Ried, München 1966
- Aufzeichnungen aus einem Totenhause. Übersetzt von Hermann Röhl. Aufbau-Verlag Berlin und Wiemar, 1965
- Aufzeichnungen aus einem Totenhaus (1860). Übersetzt von Dieter Pommerenke, Berlin 2005
- Aufzeichnungen aus einem toten Haus. Übersetzt und herausgegeben von Barbara Conrad. Hanser, München 2020

## Rezeption
Leoš Janáček benutzte den Stoff als Vorlage für seine letzte Oper Aus einem Totenhaus (Originaltitel: Z mrtvého domu), die 1930 postum uraufgeführt wurde.